# 許夏峰
61°32′34″N 8°17′24″E / 61.54278°N 8.29000°E

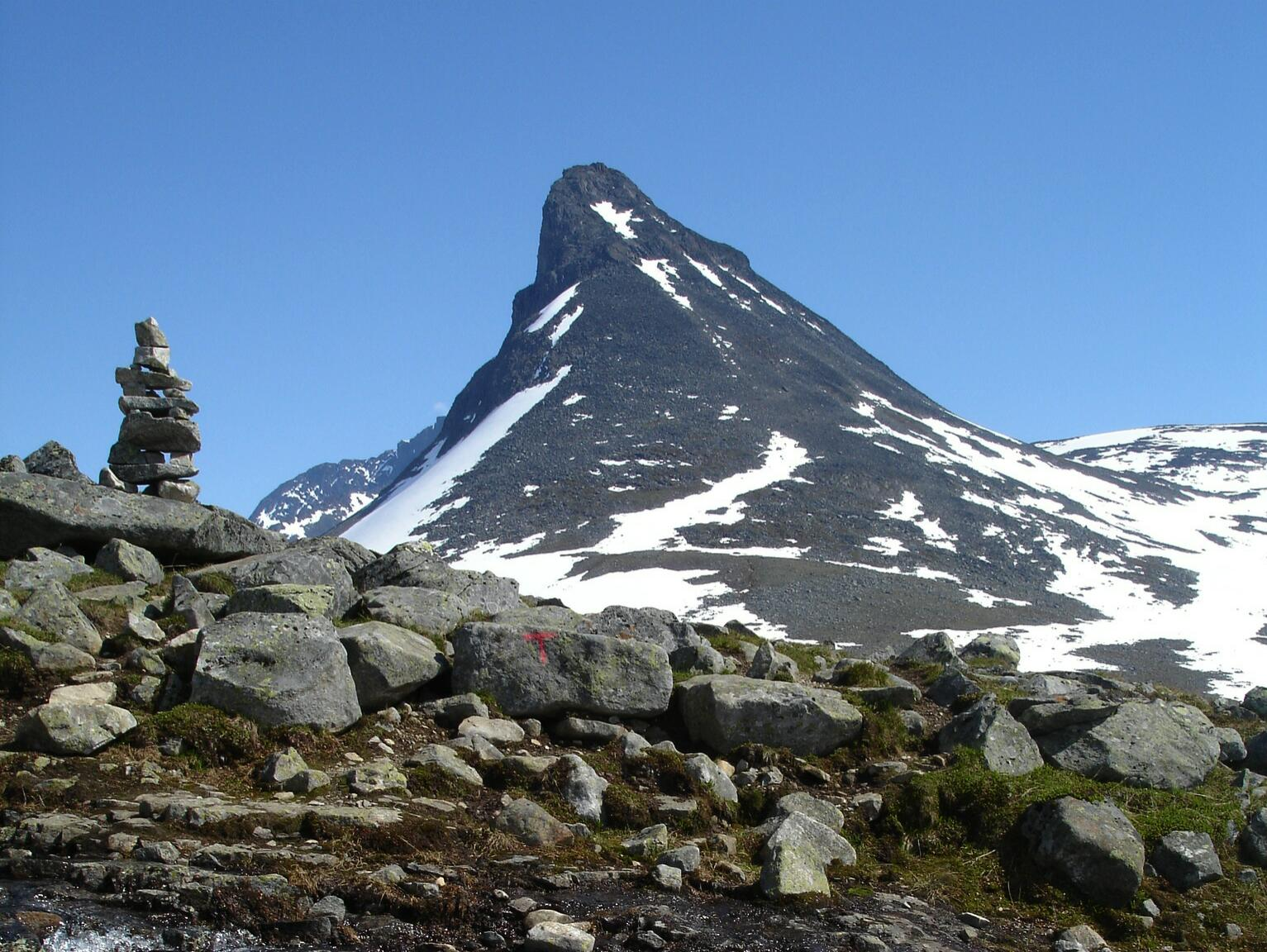

許夏峰是挪威的山峰，位於該國東南部內陸郡，處於洛姆，距離首都奧斯陸220公里，屬於尤通黑門山脈的一部分，海拔高度2,032米，受凍原氣候影響。